# Asiphonaphis utahensis
Asiphonaphis utahensis är en insektsart som beskrevs av Frank Hall Knowlton 1937. Asiphonaphis utahensis ingår i släktet Asiphonaphis och familjen långrörsbladlöss. Inga underarter finns listade i Catalogue of Life.